# Timila

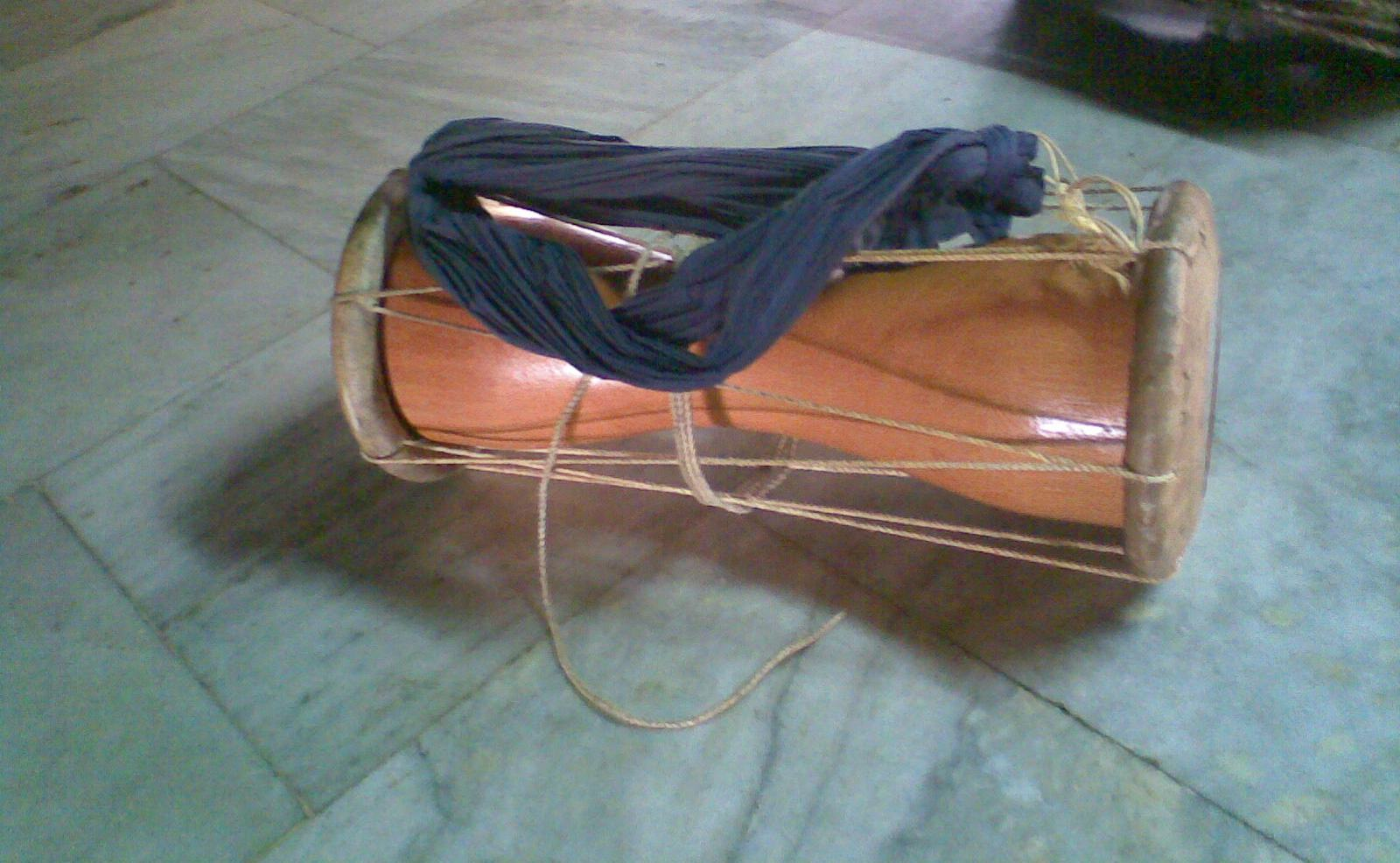
Timila

Timila, auch thimila, thimala (Malayalam തിമില), ist eine hölzerne Sanduhrtrommel, die in der hinduistischen zeremoniellen Musik im südindischen Bundesstaat Kerala gespielt wird. Neben anderen Tempelorchestern gehört die timila vor allem zum Panchavadyam, einem Ensemble aus vier verschiedenen Perkussionsinstrumenten und einer Naturtrompete.

## Bauform
Der Korpus der timila besteht aus einem Holzstück des Jackfruchtbaums (Malayalam Varikka plavu), das bis zu einer Wandstärke von etwa einem Zentimeter innen ausgehöhlt und außen glatt geschliffen wird. Die Form ist schlank und in einem eleganten Schwung zur Mitte tailliert. Die Länge beträgt etwa 60 Zentimeter, knapp 90 oder etwas über 100 Zentimeter, bei einem Durchmesser an beiden Enden von 27 Zentimetern und einem Mittendurchmesser von 11 Zentimetern. Die beiden Membranen werden aus Kalbshaut gefertigt, über separate kreisrunde Ringe (valayal) aus Bambus gezogen und verklebt. Die Durchmesser der Ringe sind etwas größer als die Korpusöffnungen. Die so gefertigten Membranteller werden symmetrisch an sechs Stellen am Rand durchstochen. Die Membranen behalten ihre Position auf beiden Seiten des Korpus nur dank der durch die Löcher geführten W-förmigen Verschnürung, die aus gedrehten Hautstreifen besteht und sie miteinander verspannt. Mittels einer quer um die Taille verlaufenden Schnur lassen sich die Trommelfelle auf die gewünschte Tonhöhe einstimmen. Die insgesamt benötigte Schnur sollte 25 Meter lang sein.
Der Spieler hängt die timila an einem Stoffband um die linke Schulter und hält das Instrument annähernd waagrecht mit der linken Hand seitlich in Hüfthöhe. Mit den Fingern beider Hände schlägt er ausschließlich das vordere Trommelfell. Es werden nur zwei Schlagtypen unterschieden, die tha und thom heißen. Spielposition und Schlagtechnik ähneln afrikanischen Sanduhrtrommeln.

## Herkunft und Verbreitung

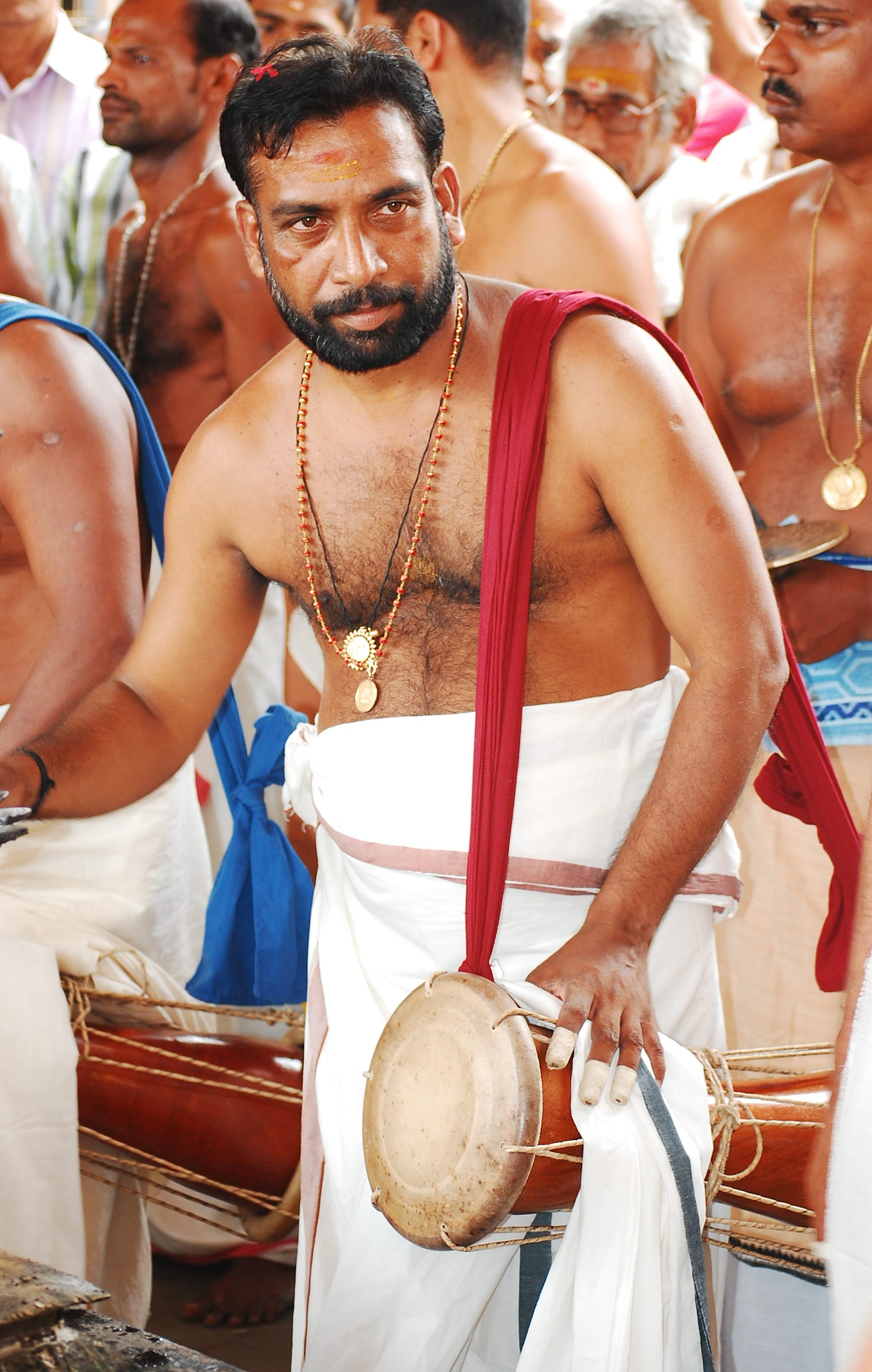
Vier Finger beider Hände sind durch weiße Fingerhüte (viral-chuttu) geschützt, um einen härteren Ton zu produzieren.

Die timila gehört zu einer Reihe von indischen Sanduhrtrommeln, deren Ursprung in vorchristlicher Zeit in der Region vom östlichen iranischen Hochland über Nordindien bis Tibet liegt. Die religiöse und mythologische Bedeutung der Sanduhrtrommeln geht auf die kleine damaru zurück, die als Attribut Shivas und anderer Götter geschätzt wird. Die timila repräsentiert ebenso die kosmische Trommel Shivas. Zwei etwas größere, zeremoniell verwendete Sanduhrtrommeln sind in der Provinz Uttarakhand am Südrand des Himalaya als hurka und daunr bekannt.
Entgegen der Bedeutung, die der Musik bei Tempelritualen in Kerala zukommt, finden sich in alten religiösen Texten nur spärliche Hinweise zur Rolle der Tempelmusik. In der im 13. Jahrhundert von Isanasivagurudeva verfassten Sanskrit-Abhandlung Tantrapaddhati (paddhati, „Abhandlung“, daher eigentlich Isanasivagurudevapaddhati) wird die timila als wichtiges Begleitinstrument bei Ritualen erwähnt. In Kerala beim Tempeldienst gespielte Musikinstrumente werden nach ihrer Funktion klassifiziert. Die timila gehört zu den devavadyam, den für die höheren Götter (devas) eingesetzten Instrumenten, im Unterschied zu den asuravadyam, den Musikinstrumenten, die zu Ehren niedriger Gottheiten (asuras) gespielt werden.
Im rituellen Trommelorchester Panchavadyam („Fünf Musikinstrumente“), das auf dem Hof eines großen Tempels (kshetram) aufgeführt wird, übernimmt die timila die Führungsrolle. Die weiteren Schlaginstrumente sind die Sanduhrtrommel idakka, deren Tonumfang über zwei Oktaven sie als Melodieinstrument ausweist, die größere zweifellige Fasstrommel madhalam (in Karnataka maddale), beide mit einem Holzkorpus, und die kleinen Bronzepaarbecken elathalam. Hinzu kommt als einziges Blasinstrument die gebogene Naturtrompete kombu. Die ansonsten in religiösen Zeremonien verwendete Zylindertrommel chenda fehlt in diesem Ensemble. Große Panchavadyam-Orchester verfügen meist über ein bis zwei idakka-Spieler, etwas mehr madhalam-Spieler und doppelt soviele von den übrigen Instrumenten als madhalams vorhanden sind. Eine bei Tempelfesten am Vormittag beginnende Panchavadyam-Aufführung dauert acht Stunden, weitere Stunden folgen abends und später in der Nacht. In der heutigen Spielweise existiert das Panchavadyam-Orchester seit 1930, als es vom Maddalam-Spieler Venkateswara Iyer in eine standardisierte Form gebracht wurde. Nachdem das Panchavadyam beendet ist, folgt die Aufführung von timila etachil. Dabei treten timila-Spieler in eine Art Wettbewerb untereinander. Sie stellen sich zusammen mit elathalam-Spielern in einem Kreis auf und schlagen die Trommeln im chempata-Rhythmus (talam), der acht oder vier Zählzeiten hat, in zunehmendem Tempo.
Ein weiteres zeremonielles Orchester ist das Vilakkacharam (Kriyangom), das bei verschiedenen Verehrungsritualen (pujas) zum Einsatz kommt. Die genannten Trommeln begleiten die Anrufungslieder von Tempelsängern, gelegentlich ergänzt durch das Doppelrohrblattinstrument kuzhal (auch kurum kuzhal). Zur Begleitmusik im Tanztheater Kutiyattam kann die timila mit der idakka, der aus einem großen runden Kupferkessel bestehenden Trommel mizhavu, dem Schneckenhorn shanku und Zimbeln (kulitalam) gespielt werden.
Zu den bedeutendsten Timila-Spielern gehören Kuzhoor Narayana Marar und Kongad Vijayan († 2006). Die Tempeltrommler in Kerala sind Mitglieder der Kaste der Maaran (Marar).